# 姚剧
姚剧是一种滩簧类戏曲剧种，流行于中国浙江余姚，舞台语言采用余姚方言。姚剧起源于余姚滩簧，形成于18世纪中叶，19世纪中叶为其鼎盛时期。传统剧目有72出，多表现日常生活。目前唯一专业表演团体为浙江省余姚市艺术剧院姚剧团。2007年被列入第一批国家级非物质文化遗产。